# Urosigalphus braziliensis
Urosigalphus braziliensis är en stekelart som beskrevs av Gibson 1974. Urosigalphus braziliensis ingår i släktet Urosigalphus och familjen bracksteklar. Inga underarter finns listade i Catalogue of Life.